# تنام رمادي الأرجل
تنام رمادي الأرجل (الاسم العلمي: Crypturellus duidae) هو نوع من الطيور يتبع جنس التنام مخفي الذيل من فصيلة التنامية.